# Giro d'Italia 2012
Giro d'Italia 2012 var den 95. udgave af verdens næststørste etapeløb, Giro d'Italia og blev kørt i perioden 5.-27. maj 2012. Årets udgave havde for første gang start i den danske by Herning, hvor de to første etaper havde mål. Tredje etape blev kørt i og omkring Horsens, inden feltet efter med en hviledag fortsatte til Verona, hvorefter de restende etaper køres i Italien. Hele ruten blev præsenteret den 16. oktober 2011 på et pressemøde i Milano. Løbet var på 21 etaper. 
Løbets danske del blev påvirket af et dødsfald, idet Horsens' borgmester Jan Trøjborg mistede livet pga. et hjertetilfælde i forbindelse med et motionsløb, dagen inden Horsens-etapen blev kørt. Jan Trøjborg var en af hovedmændene bag at få giroen til Danmark og Horsens. Der blev holdt et minuts stilhed inden starten på løbets tredje etape i Horsens; denne mindestund var allerede forberedt af en anden årsag, idet den belgiske rytter Wouter Weylandt blev dræbt på løbets tredje etape i 2011.
Ryder Hesjedal vandt med 16 sekunder foran Joaquim Rodríguez. Mark Cavendish vandt tre etaper, men tabte pointtrøjen med ét point til Joaquim Rodríguez med to etapesejre.

## Deltagere

### Holdene
14 professionelle kontinentalhold søgte om at få lov til at deltage sammen med World Tour-holdene, og fire wildcards blev uddelt til Androni Giocattoli-Venezuela, Colnago-CSF Bardiani, Farnese Vini-Selle Italia og Team NetApp.
Den komplette liste af deltagende hold
| - Ag2r-La Mondiale - Astana Pro Team - BMC Racing Team - Euskaltel-Euskadi - FDJ-BigMat - Garmin-Barracuda - Team Katusha - Lampre-ISD - Liquigas–Cannondale - Lotto-Belisol - Movistar Team - Omega Pharma-Quick Step - Orica-GreenEDGE - Rabobank - RadioShack-Nissan-Trek - Team Saxo Bank - Team Sky - Vacansoleil-DCM | - Androni Giocattoli-Venezuela - Colnago-CSF Bardiani - Farnese Vini-Selle Italia - Team NetApp |

### Ryttere
Lars Bak, Alex Rasmussen, Jonas Aaen Jørgensen, Anders Lund og Mads Christensen er Danmarks repræsentanter.
| Nationer                                                                                            | Antal ryttere |
| --------------------------------------------------------------------------------------------------- | ------------- |
| Italien                                                                                             | 58            |
| Spanien                                                                                             | 20            |
| Belgien                                                                                             | 15            |
| Frankrig                                                                                            | 13            |
| Australien, Holland, Polen                                                                          | 7             |
| Schweiz                                                                                             | 6             |
| Danmark, Storbritannien, Østrig                                                                     | 5             |
| Canada, Colombia, USA                                                                               | 4             |
| Norge, Tyskland, Venezuela                                                                          | 3             |
| Argentina, Hviderusland, Kasakhstan, Litauen, Luxembourg, New Zealand, Rusland, Sydafrika, Tjekkiet | 2             |
| Costa Rica, Letland, Slovakiet, Slovenien, Sverige, Ukraine, Usbekistan                             | 1             |
| Totalt                                                                                              | 198           |

## Etaper
| Etape | Dato    | Startby                | Målby                     | Km       | Svær- hedsgrad | Type           | Type           | Etapevinder                | Den rosa trøje             |
| ----- | ------- | ---------------------- | ------------------------- | -------- | -------------- | -------------- | -------------- | -------------------------- | -------------------------- |
| 1     | 5. maj  | Herning                | Herning                   | 8,7      | ***--          | Enkeltstart    | Enkeltstart    | Taylor Phinney (BMC)       | Taylor Phinney (BMC)       |
| 2     | 6. maj  | Herning                | Herning                   | 206      | *----          | Flad           | Flad           | Mark Cavendish (SKY)       | Taylor Phinney (BMC)       |
| 3     | 7. maj  | Horsens                | Horsens                   | 190      | *----          | Flad           | Flad           | Matthew Goss (OGE)         | Taylor Phinney (BMC)       |
| H     | 8. maj  | Hviledag               | Hviledag                  | Hviledag | Hviledag       | Hviledag       | Hviledag       | Hviledag                   | Hviledag                   |
| 4     | 9. maj  | Verona                 | Verona                    | 33,2     | ***--          | Holdtidskørsel | Holdtidskørsel | Garmin-Barracuda           | Ramūnas Navardauskas (GRM) |
| 5     | 10. maj | Modena                 | Fano                      | 209      | *----          | Flad           | Flad           | Mark Cavendish (SKY)       | Ramūnas Navardauskas (GRM) |
| 6     | 11. maj | Urbino                 | Porto Sant'Elpidio        | 210      | ***--          | Kuperet        | Kuperet        | Miguel Ángel Rubiano (AND) | Adriano Malori (LAM)       |
| 7     | 12. maj | Recanati               | Rocca di Cambio           | 205      | ***--          | Kuperet        | Kuperet        | Paolo Tiralongo (AST)      | Ryder Hesjedal (GRM)       |
| 8     | 13. maj | Sulmona                | Lago Laceno               | 229      | ***--          | Kuperet        | Kuperet        | Domenico Pozzovivo (COG)   | Ryder Hesjedal (GRM)       |
| 9     | 14. maj | San Giorgio del Sannio | Frosinone                 | 166      | *----          | Flad           | Flad           | Francisco Ventoso (MOV)    | Ryder Hesjedal (GRM)       |
| 10    | 15. maj | Civitavecchia          | Assisi                    | 186      | **---          | Kuperet        | Kuperet        | Joaquim Rodríguez (KAT)    | Joaquim Rodríguez (KAT)    |
| 11    | 16. maj | Assisi                 | Montecatini Terme         | 255      | **---          | Flad           | Flad           | Roberto Ferrari (AND)      | Joaquim Rodríguez (KAT)    |
| 12    | 17. maj | Seravezza              | Sestri Levante            | 155      | ***--          | Kuperet        | Kuperet        | Lars Bak (LTB)             | Joaquim Rodríguez (KAT)    |
| 13    | 18. maj | Savona                 | Cervere                   | 121      | *----          | Flad           | Flad           | Mark Cavendish (SKY)       | Joaquim Rodríguez (KAT)    |
| 14    | 19. maj | Cherasco               | Cervinia                  | 209      | *****          | Bjergetape     | Bjergetape     | Andrey Amador (MOV)        | Ryder Hesjedal (GRM)       |
| 15    | 20. maj | Busto Arsizio          | Lecco, Pian dei Resinelli | 169      | ****-          | Bjergetape     | Bjergetape     | Matteo Rabottini (FAR)     | Joaquim Rodríguez (KAT)    |
| H     | 21. maj | Hviledag               | Hviledag                  | Hviledag | Hviledag       | Hviledag       | Hviledag       | Hviledag                   | Hviledag                   |
| 16    | 22. maj | Limone sul Garda       | Falzes                    | 173      | ***--          | Kuperet        | Kuperet        | Jon Izagirre (EUS)         | Joaquim Rodríguez (KAT)    |
| 17    | 23. maj | Falzes                 | Cortina d'Ampezzo         | 186      | *****          | Bjergetape     | Bjergetape     | Joaquim Rodríguez (KAT)    | Joaquim Rodríguez (KAT)    |
| 18    | 24. maj | San Vito di Cadore     | Vedelago                  | 149      | *----          | Flad           | Flad           | Andrea Guardini (FAR)      | Joaquim Rodríguez (KAT)    |
| 19    | 25. maj | Treviso                | Alpe di Pampeago          | 198      | *****          | Bjergetape     | Bjergetape     | Roman Kreuziger (AST)      | Joaquim Rodríguez (KAT)    |
| 20    | 26. maj | Caldes, Val di Sole    | Passo dello Stelvio       | 219      | *****          | Bjergetape     | Bjergetape     | Thomas De Gendt (VCD)      | Joaquim Rodríguez (KAT)    |
| 21    | 27. maj | Milano                 | Milano                    | 30,1     | ***--          | Enkeltstart    | Enkeltstart    | Marco Pinotti (BMC)        | Ryder Hesjedal (GRM)       |

## Etaper i Danmark
- 5. maj første etape

En enkeltstart på 8,7 kilometer i Herning by.
- 6. maj anden etape.

Etapen har start og mål i Herning og bliver kaldt en vestjysk etape.
Ruten går efter starten mod vest til Videbæk, Ringkøbing og Søndervig, hvor ruten drejer mod nord til Lemvig, som er det nordligste punkt på Giroen, her vender rytterne igen styret imod Herning over Struer, Holstebro og Vildbjerg
- 7. maj tredje etape.

Etapen har start og mål i Horsens og kaldes den østjyske etape.
Ruten går gennem Juelsminde og Odder hvorfra ruten går mod Skanderborg og de største stigningerne ved Ejer Bavnehøj og Yding Skovhøj. Etapen slutter som den eneste udover slutetapen med en rundstrækning i målbyen.
- 8. maj er der hviledag hvor holdene flyves til Italien

## Trøjerne dag for dag
| Etape  | Rosa trøje Maglia rosa | Bjergtrøje Maglia azzurra | Pointtrøje Maglia rosso passione | Ungdomstrøje Maglia bianca | Holdkonkurrence Trofeo Fast Team |
| 1      | Taylor Phinney         | Ikke tildelt              | Taylor Phinney                   | Taylor Phinney             | Garmin-Barracuda                 |
| 2      | Taylor Phinney         | Alfredo Balloni           | Mark Cavendish                   | Taylor Phinney             | Garmin-Barracuda                 |
| 3      | Taylor Phinney         | Alfredo Balloni           | Matthew Goss                     | Taylor Phinney             | Garmin-Barracuda                 |
| 4      | Ramūnas Navardauskas   | Alfredo Balloni           | Matthew Goss                     | Ramūnas Navardauskas       | Garmin-Barracuda                 |
| 5      | Ramūnas Navardauskas   | Alfredo Balloni           | Matthew Goss                     | Ramūnas Navardauskas       | Garmin-Barracuda                 |
| 6      | Adriano Malori         | Miguel Ángel Rubiano      | Matthew Goss                     | Adriano Malori             | Garmin-Barracuda                 |
| 7      | Ryder Hesjedal         | Miguel Ángel Rubiano      | Matthew Goss                     | Peter Stetina              | Garmin-Barracuda                 |
| 8      | Ryder Hesjedal         | Miguel Ángel Rubiano      | Matthew Goss                     | Damiano Caruso             | Liquigas-Cannondale              |
| 9      | Ryder Hesjedal         | Miguel Ángel Rubiano      | Matthew Goss                     | Damiano Caruso             | Liquigas-Cannondale              |
| 10     | Joaquim Rodríguez      | Miguel Ángel Rubiano      | Matthew Goss                     | Damiano Caruso             | Liquigas-Cannondale              |
| 11     | Joaquim Rodríguez      | Miguel Ángel Rubiano      | Mark Cavendish                   | Damiano Caruso             | Liquigas-Cannondale              |
| 12     | Joaquim Rodríguez      | Michał Gołaś              | Mark Cavendish                   | Damiano Caruso             | Team Movistar                    |
| 13     | Joaquim Rodríguez      | Michał Gołaś              | Mark Cavendish                   | Damiano Caruso             | Team Movistar                    |
| 14     | Ryder Hesjedal         | Michał Gołaś              | Mark Cavendish                   | Rigoberto Urán             | Team Movistar                    |
| 15     | Joaquim Rodríguez      | Matteo Rabottini          | Mark Cavendish                   | Sergio Henao               | Team Movistar                    |
| 16     | Joaquim Rodríguez      | Matteo Rabottini          | Mark Cavendish                   | Sergio Henao               | Team Movistar                    |
| 17     | Joaquim Rodríguez      | Matteo Rabottini          | Mark Cavendish                   | Rigoberto Urán             | Team Movistar                    |
| 18     | Joaquim Rodríguez      | Matteo Rabottini          | Mark Cavendish                   | Rigoberto Urán             | Team Movistar                    |
| 19     | Joaquim Rodríguez      | Matteo Rabottini          | Mark Cavendish                   | Rigoberto Urán             | Team Movistar                    |
| 20     | Joaquim Rodríguez      | Matteo Rabottini          | Joaquim Rodríguez                | Rigoberto Urán             | Lampre-ISD                       |
| 21     | Ryder Hesjedal         | Matteo Rabottini          | Joaquim Rodríguez                | Rigoberto Urán             | Lampre-ISD                       |
| Vinder | Ryder Hesjedal         | Matteo Rabottini          | Joaquim Rodríguez                | Rigoberto Urán             | Lampre-ISD                       |

## Resultater
|    | Rytter                   | Hold                 | Tid      |
| -- | ------------------------ | -------------------- | -------- |
| 1  | Ryder Hesjedal (CAN)     | Garmin-Barracuda     | 91:39.02 |
| 2  | Joaquim Rodríguez (ESP)  | Team Katusha         | + 16     |
| 3  | Thomas De Gendt (BEL)    | Vacansoleil-DCM      | + 1.39   |
| 4  | Michele Scarponi (ITA)   | Lampre-ISD           | + 2.05   |
| 5  | Ivan Basso (ITA)         | Liquigas–Cannondale  | + 3.44   |
| 6  | Damiano Cunego (ITA)     | Lampre-ISD           | + 4.40   |
| 7  | Rigoberto Urán (COL)     | Team Sky             | + 5.57   |
| 8  | Domenico Pozzovivo (ITA) | Colnago-CSF Bardiani | + 6.28   |
| 9  | Sergio Henao (COL)       | Team Sky             | + 7.50   |
| 10 | Mikel Nieve (ESP)        | Euskaltel-Euskadi    | + 8.08   |

|    | Rytter                   | Hold                 | Point |
| -- | ------------------------ | -------------------- | ----- |
| 1  | Joaquim Rodríguez (ESP)  | Team Katusha         | 139   |
| 2  | Mark Cavendish (GBR)     | Team Sky             | 138   |
| 3  | Ryder Hesjedal (CAN)     | Garmin-Barracuda     | 113   |
| 4  | Michele Scarponi (ITA)   | Lampre-ISD           | 81    |
| 5  | Domenico Pozzovivo (ITA) | Colnago-CSF Bardiani | 80    |
| 6  | Thomas De Gendt (BEL)    | Vacansoleil-DCM      | 76    |
| 7  | Ivan Basso (ITA)         | Liquigas–Cannondale  | 58    |
| 8  | Alexander Kristoff (NOR) | Team Katusha         | 58    |
| 9  | Geraint Thomas (GBR)     | Team Sky             | 53    |
| 10 | Andrey Amador (CRC)      | Movistar Team        | 52    |

|    | Rytter                     | Hold                         | Point |
| -- | -------------------------- | ---------------------------- | ----- |
| 1  | Matteo Rabottini (ITA)     | Farnese Vini-Selle Italia    | 84    |
| 2  | Stefano Pirazzi (ITA)      | Colnago-CSF Bardiani         | 44    |
| 3  | Andrey Amador (CRC)        | Movistar Team                | 43    |
| 4  | Michał Gołaś (POL)         | Omega Pharma-Quick Step      | 34    |
| 5  | Domenico Pozzovivo (ITA)   | Colnago-CSF Bardiani         | 26    |
| 6  | Jan Bárta (CZE)            | Team NetApp                  | 24    |
| 7  | Miguel Ángel Rubiano (COL) | Androni Giocattoli-Venezuela | 24    |
| 8  | Ryder Hesjedal (CAN)       | Garmin-Barracuda             | 24    |
| 9  | Joaquim Rodríguez (ESP)    | Team Katusha                 | 23    |
| 10 | Thomas De Gendt (BEL)      | Vacansoleil-DCM              | 21    |

|    | Rytter                   | Hold                 | Tid       |
| -- | ------------------------ | -------------------- | --------- |
| 1  | Rigoberto Urán (COL)     | Team Sky             | 91:44.59  |
| 2  | Sergio Henao (COL)       | Team Sky             | + 1.53    |
| 3  | Gianluca Brambilla (ITA) | Colnago-CSF Bardiani | + 8.23    |
| 4  | Diego Ulissi (ITA)       | Lampre-ISD           | + 31.20   |
| 5  | Damiano Caruso (ITA)     | Liquigas–Cannondale  | + 43.48   |
| 6  | Tanel Kangert (EST)      | Astana Pro Team      | + 44.52   |
| 7  | Peter Stetina (USA)      | Garmin-Barracuda     | + 48.28   |
| 8  | Tom-Jelte Slagter (NED)  | Rabobank             | + 51.27   |
| 9  | Stefano Pirazzi (ITA)    | Colnago-CSF Bardiani | + 1:35.00 |
| 10 | Jon Izagirre (ESP)       | Euskaltel-Euskadi    | + 1:42.57 |

|    | Hold                 | Tid       |
| -- | -------------------- | --------- |
| 1  | Lampre-ISD           | 274:19.46 |
| 2  | Movistar Team        | + 10.53   |
| 3  | Team Sky             | + 37.07   |
| 4  | Astana Pro Team      | + 43.12   |
| 5  | Garmin-Barracuda     | + 51.52   |
| 6  | Liquigas–Cannondale  | + 54.09   |
| 7  | Euskaltel-Euskadi    | + 56.27   |
| 8  | Colnago-CSF Bardiani | + 1:10.25 |
| 9  | Ag2r-La Mondiale     | + 1:22.12 |
| 10 | Team Katusha         | + 1:30.51 |

|    | Hold                    | Point |
| -- | ----------------------- | ----- |
| 1  | Garmin-Barracuda        | 363   |
| 2  | Team Sky                | 345   |
| 3  | Team Katusha            | 301   |
| 4  | Colnago-CSF Bardiani    | 253   |
| 5  | Omega Pharma-Quick Step | 244   |
| 6  | Movistar Team           | 239   |
| 7  | RadioShack-Nissan-Trek  | 234   |
| 8  | Liquigas–Cannondale     | 221   |
| 9  | Orica-GreenEDGE         | 212   |
| 10 | FDJ-BigMat              | 197   |